# Фермій
Фе́рмій — трансурановий хімічний елемент під номером 100. Належить до групи актиноїдів. Відомо 18 його ізотопів

## Історія
Вперше фермій одержано наприкінці 1952 року А. Гіорсо та іншими вченими Лос-Аламоської лабораторії у вигляді ізотопу 255Fm з періодом напіврозпаду Т1/2=20,1 год., який містився в пилу після першого термоядерного вибуху, зробленого США на атолі Еніветок 1 листопада 1952 року. Виявлений ізотоп — продукт послідовного захоплення 17 нейтронів ядрами 238U і семи β-розпадів.
{\displaystyle \mathrm {^{239}_{\ 94}Pu\ {\xrightarrow[{-6\ \beta ^{-}}]{+\ 16,\ 17,\ 18\ (n,\gamma )}}\ _{\ \ \ \ \ \ \ \ \ \ 100}^{255,\ 256,\ 257}Fm} }
Синтез фермію у лабораторії вдався вже на початку 1954 року у Нобель Інституті Стокгольма, при бомбардуванні 238U ядрами кисню:
{\displaystyle \mathrm {^{238}_{\ 92}U\ +\ _{\ 8}^{16}O\ \longrightarrow \ _{100}^{250}Fm\ +\ 4\ _{0}^{1}n} }
Фермій — найважчий елемент, який вдалося добути захопленням нейтронів ядром атома. Для важчих елементів проходить розщеплення ядра при захопленні нейтрона.

## Походження назви
Названий на честь Енріко Фермі.